# 源師行
源 師行（みなもと の もろゆき）は、平安時代後期の貴族。村上源氏、権中納言・源師時の子。官位は正四位上・大蔵卿。

## 経歴
元永元年（1118年）に山城守に任ぜられた。美福門院の従兄弟にあたることから、鳥羽法皇の信任を得て院司となり、康治元年（1142年）に正四位下・長門守に任ぜられた。久安2年（1149年）には高松殿造営の成功によって正四位上に叙されると共に長門守の重任を許された。久安5年（1152年）10月には美福門院の別当及び大蔵卿に任ぜられるが、程なく出家して醍醐寺に隠退し、久寿2年（1155年）には重源と共に同寺に八角円堂（大蔵卿堂）を建立している。
『尊卑分脈』には「永安二六卒」と記されているが、日本には「永安」という元号は無く、時代的には承安の誤記とみられている。その傍証としては、「左少将有房置文案」（『九条家文書』所収）が挙げられる。これは元々承安元年（1171年）10月に師行が作成した置文に子・有房が添えた文書で、原文書の作成者である師行がこの時に既に重病であったため、翌年の2月になって有房がその内容の真正を保証する旨を書き加えたものである。

## 系譜
- 父：源師時（1077-1136）
- 母：家女房
- 妻：藤原清兼の娘
  - 男子：源有房（1131?-?） - 源有仁の養子